# Chigoziem Okonkwo
Chigoziem Charlton Okonkwo (Powder Springs, Georgia, 8 de septiembre de 1999) más conocido como Chigoziem Okonkwo, es un jugador profesional estadounidense de fútbol americano que se desempeña en la posición de tight end en Tennessee Titans, en la National Football League (NFL).

## Carrera

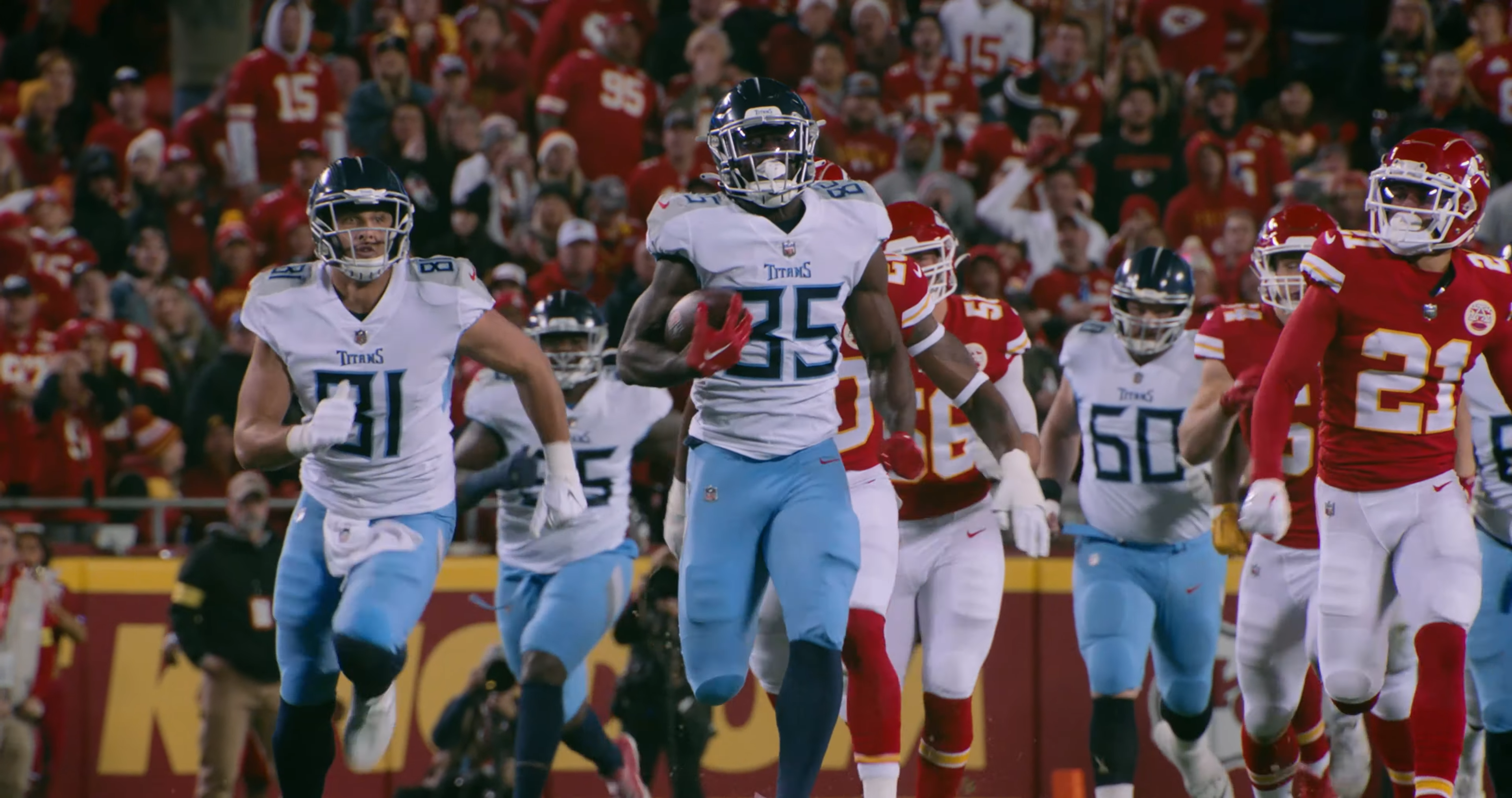
Chigoziem Okonkwo en el partido de Tennessee Titans, el 6 de noviembre de 2022.

Fue seleccionado en la cuarta ronda en la Reunión Anual de Selección de Jugadores de la NFL de 2022. Hizo su debut profesional con el equipo Tennessee Titans, donde lleva jugando dos temporadas.